# علاقة بن كرشم
علاقة بن كرشم الكلابي (ولد في ؟ ومات قبل سنة 64 هـ) مؤرخ مسلم من بني عامر بن كلاب عاش في القرن الهجري الأول.

## حياته
لا يعرف الكثير عن حياة علاقة الكلابي, لكنه يعتبر مؤرخاً وقصاصاً ونسابة, كان واحداً ممن تؤخذ عنه أخبار العرب القديمة والمآثر, قربه يزيد بن معاوية الخليفة الأموي الثاني. ذكر إحسان عباس أن علاقة الكلابي كان يعرف مرويات عبيد بن شرية الجرهمي الإخباري.

## كتبه
ذكر ابن النديم في الفهرست بأن له كتاباً بعنوان ‹الأمثال› في خمسين ورقة. وذكر بكر أبو زيد في كتابه طبقات النسابين أن له كتابين آخرين هما ‹التشجير› بالإضافة إلى ‹النسب›. وقد ضاعت كتبه.